# Carlos López Hernández
Carlos López Hernández (Papatrigo, 4 novembre 1945) è un vescovo cattolico spagnolo, dal 15 dicembre 2021 vescovo emerito di Salamanca.

## Biografia
Carlos López Hernández a Papatrigo il 4 novembre 1945.

### Formazione e ministero sacerdotale
Ha compiuto gli studi ecclesiastici nel seminario di Avila e nel 1970 ha conseguito il diploma in liturgia presso il locale Istituto superiore di pastorale.
Il 5 settembre 1970 è stato ordinato presbitero per la diocesi di Avila. Per un breve periodo è stato superiore dei seminaristi di teologia e poi ha proseguito gli studi e nel 1974 si è laureato in teologia presso la Pontificia Università di Salamanca. In seguito è stato vicario economo a Muñosancho dal 1977 al 1979 quando è stato inviato a Monaco di Baviera per studi. Dal 1980 al 1983 è stato collaboratore scientifico dell'Istituto di diritto canonico dell'Università Ludwig Maximilian di Monaco. Nel 1982 ha conseguito il dottorato in diritto canonico presso la Pontificia Università di Salamanca. Tornato in diocesi è stato vicario giudiziale dal 1983, parroco di Narros de Saldueña dal 1984 al 1985, segretario tecnico della giunta per gli affari giuridici e membro della commissione per l'apostolato secolare della Conferenza episcopale spagnola dal 1985 al 1994 e vicario episcopale per il sinodo diocesano.

### Ministero episcopale
Il 15 marzo 1994 papa Giovanni Paolo II lo ha nominato vescovo di Plasencia. Ha ricevuto l'ordinazione episcopale il 15 maggio successivo dall'arcivescovo Mario Tagliaferri, nunzio apostolico in Spagna, co-consacranti il cardinale Marcelo González Martín, arcivescovo metropolita di Toledo, e l'arcivescovo metropolita di Saragozza Elías Yanes Álvarez.
Il 9 gennaio 2003 lo stesso papa Giovanni Paolo II lo ha nominato vescovo di Salamanca. Ha preso possesso della diocesi il 2 marzo successivo.
Nel febbraio del 2014 ha compiuto la visita ad limina.
In seno alla Conferenza episcopale spagnola è membro della commissione per l'insegnamento e la catechesi dal marzo del 2017. In precedenza è stato membro della commissione per l'apostolato secolare dal 1993 al 1999, membro della commissione per la liturgia dal 2002 al 2005, presidente della commissione per gli affari giuridici dal 2002 al 2017 e membro della commissione per il centenario della nascita di Santa Teresa di Gesù.
Dal 2005 al 2015 è stato gran cancelliere della Pontificia Università di Salamanca e oggi ne è vice cancelliere. Dal 2006 al 2010 è stato presidente della Fondazione Las Edades del Hombre. Essa ha per obiettivo la diffusione e la promozione dell'arte sacra in Castiglia e León.
Il 15 novembre 2021 papa Francesco ha accolto la sua rinuncia al governo pastorale della diocesi di Salamanca; gli è succeduto, come vescovo di Salamanca e di Ciudad Rodrigo, avendo lo stesso papa unito in persona episcopi le due sedi, José Luis Retana Gozalo, fino ad allora vescovo di Plasencia.

## Genealogia episcopale
La genealogia episcopale è:
- Cardinale Scipione Rebiba
- Cardinale Giulio Antonio Santori
- Cardinale Girolamo Bernerio, O.P.
- Arcivescovo Galeazzo Sanvitale
- Cardinale Ludovico Ludovisi
- Cardinale Luigi Caetani
- Cardinale Ulderico Carpegna
- Cardinale Paluzzo Paluzzi Altieri degli Albertoni
- Papa Benedetto XIII
- Papa Benedetto XIV
- Papa Clemente XIII
- Cardinale Giovanni Francesco Albani
- Cardinale Carlo Rezzonico
- Cardinale Antonio Dugnani
- Arcivescovo Jean-Charles de Coucy
- Cardinale Gustave-Maximilien-Juste de Croÿ-Solre
- Vescovo Charles-Auguste-Marie-Joseph Forbin-Janson
- Cardinale François-Auguste-Ferdinand Donnet
- Vescovo Charles-Emile Freppel
- Cardinale Louis-Henri-Joseph Luçon
- Cardinale Charles-Henri-Joseph Binet
- Cardinale Maurice Feltin
- Cardinale Jean-Marie Villot
- Arcivescovo Mario Tagliaferri
- Vescovo Carlos López Hernández